# Věžovatá Pláně
Pour les articles homonymes, voir Pláně.
Věžovatá Pláně (en allemand : Thurmplandles) est une commune du district de Český Krumlov, dans la région de Bohême-du-Sud, en République tchèque. Sa population s'élevait à 157 habitants en 2020.

## Géographie
Věžovatá Pláně se trouve à 8 km au sud-est de Český Krumlov et à 145 km au sud de Prague.
La commune est limitée par Mirkovice et Zubčice au nord, par Netřebice et Střítež à l'est, par Rožmitál na Šumavě au sud, et par Přídolí à l'ouest.

## Histoire
La première mention écrite du village remonte à 1366.